# Пшеренптах III
Пшеренптах III (*4 листопада 90 до н. е. — 13/14 липня 41) — релігійний діяч династії Птолемеїв, верховний жрець Птаха у Мемфісі за володарювання царів Птолемея X, Птолемея XI, Птолемея XII, Береніки IV, Птолемея XIII та Клеопатри VII.

## Життєпис
Походив з роду Аменгора I. Син Петубастіса III, верховного жерця Птаха. Народився у 90 році до н. е. У 76 році до н. е. стає верховним жерцем Птаха. З часом став відігравати важливу роль з огляду на внутрішні чвари та боротьбу за владу. Забезпечував підтримку місцевого населення для кожного з царів династії Птолемеїв.
Відомо про відвідання Пшеренптахом III столиці держави — Олександрії, де здійснював ритуали, присвячені богині Ісіді. У 58 році одружився з Таймхотеп, представницею жрецького роду. Помер у 41 році за правління Клеопатри VII. На посаді йому спадкував син Петубастіс IV.